# Scaeophanes
Scaeophanes é um gênero de mariposa pertencente à família Acrolepiidae.